# Eublemma albicosta
Eublemma albicosta là một loài bướm đêm trong họ Erebidae.